# Eimeria magna
Eimeria magna należy do królestwa protista, rodziny Eimeriidae, rodzaj Eimeria. Wywołuje u królików chorobę pasożytniczą - kokcydiozę. Eimeria magna pasożytuje w jelicie cienkim. Oocysty pojawiają się w kale po 7 dniach.